# 피치 퍼펙트: 언프리티 걸즈
《피치 퍼펙트: 언프리티 걸즈》(영어: Pitch Perfect 2)는 2015년 공개된 미국의 뮤지컬 코미디 영화로, 2012년 영화 《피치 퍼펙트》의 속편이다. 마룬 5의 프론트 맨 애덤 리바인이 특별 출연한다. 또한 펜타토닉스가 카메오로 출연하였다.

## 줄거리
첫 우승을 차지한 지 3년이 지난 2015년, 바든 벨라스는 이제 고학년인 베카 미첼과 3년 연속 super senior인 클로이 빌이 이끌고 있다. 벨라스는 3년 연속 ICCA 전국 챔피언이었다.
하지만 케네디 센터에서 열린 미국 대통령의 생일 공연 중 패트리샤 "팻 에이미" 호바트가 실수로 바지를 찢어 성기가 노출되는 "머프게이트"라는 전국적인 스캔들이 터지면서 벨라스는 ICCA 출전 정지 처분을 받는다.
그러나 그들은 경쟁 타이틀을 박탈당하지 않았고, 베카는 아카펠라 월드 챔피언십에서 우승하면 복귀할 수 있다는 협상을 한다. 신입생 에밀리 정크는 벨라가 되어 어머니 캐서린의 발자취를 따르고자 대학 생활을 시작한다. 오리엔테이션에서 그녀는 베카의 남자친구 제시 스완슨이 이끄는 트레블메이커스의 아카펠라 공연을 본다. 제시의 가장 친한 친구인 벤자민 "벤지" 애플바움은 에밀리에게 첫눈에 반한다.
벨라스는 독일의 강력한 그룹인 다스 사운드 머신(DSM)이 자신들의 우승 투어에서 자신들을 대체했으며 월드 챔피언십 우승 후보로 떠올랐다는 것을 알게 된다. 게다가 베카는 레코딩 스튜디오 레지듀얼 히트에서 인턴십을 시작했는데, 이는 제시만 아는 사실이었다(팻 에이미는 나중에 알게 된다).
벨라스의 출전 정지는 오디션을 개최할 수 없다는 의미였기 때문에 에밀리는 직접 그들의 여학생 클럽으로 찾아간다. 그녀는 미완성곡인 "플래시라이트"를 부르며 그들을 감동시키고, 그들은 그녀를 합류시키기로 결정한다. 그녀가 자발적으로 왔기 때문에 기술적으로 규칙을 위반하지 않았다.
벨라스는 자동차 쇼에서 DSM이 공연할 때 그들을 만난다. 위협적인 듀오 피터 크레이머와 코미사르가 이끄는 이 그룹은 벨라스를 조롱하는 것을 즐긴다. 나중에 두 그룹 모두 독점적인 리프오프에 초대된다. 트레블메이커스, 톤 행거스(이전 리더 범퍼 앨런을 포함한 전 트레블메이커스 멤버들로 구성된 그룹으로, 에이미는 그와 조건 없는 관계에 있다), 그리고 그린베이 패커스도 참석한다.
벨라스는 마지막 두 팀에 들었지만, 에밀리가 당황하여 "플래시라이트"를 부르자 비원곡을 부르는 전통을 위반하여 DSM에게 패한다. 범퍼는 에이미에게 전통적인 데이트를 깜짝 선물하며 공식적으로 여자친구가 되어달라고 부탁하지만, 그녀는 거절하고 그는 상심한다. 월드 챔피언십을 위한 연습 공연에서 벨라스의 계획된 세트는 불꽃놀이를 사용하다 신시아 로즈의 머리에 불이 붙는 재앙으로 끝난다.
자신들의 뿌리와 동기화를 재발견하기 위해 클로이는 전 벨라스 멤버인 오브리 포젠이 이끄는 수련회로 그들을 데려간다. 베카의 인턴십에 대한 진실이 드러나고, 그녀는 그룹에 대한 자신의 집착에 대해 클로이와 격렬한 논쟁을 벌이고 다른 벨라스 멤버들이 자신들의 미래에 대해 생각하지 않는다고 비난한다. 그녀는 화를 내며 뛰쳐나갔다가 캠프에 숨겨진 곰덫 중 하나에 걸린다.
당황한 베카는 자신의 거친 말에 대해 사과한 후 릴리에게 구조된다. 나중에 벨라스는 졸업 후 각자의 길을 가야 한다는 것을 받아들이고, 베카가 그룹 오디션에 사용했던 노래인 "컵스"를 부르며 조화를 되찾는다.
에이미는 범퍼와의 관계를 끝낸 것을 후회한다는 것을 깨닫고 다음 날 화해한다. 한편, 베카의 인턴십 상사는 그녀가 지금까지 제시한 모든 것에 대해 감명받지 못했기 때문에, 베카는 자신의 진정한 능력을 보여주기 위해 스튜디오에서 에밀리가 "플래시라이트"를 제작하는 것을 돕겠다고 제안한다. 그들이 상사에게 데모를 보여주자 그는 그들의 재능에 대한 부러움을 표현하며 함께 일하기를 기대한다고 말한다.
고학년 벨라스 멤버들은 졸업하고, 그룹은 월드 파이널을 위해 코펜하겐으로 향한다. 공연 전에 에밀리와 벤지는 키스를 나눈다. 벨라스는 뛰어난 미니멀한 공연을 선보였고, 오브리, 캐서린, 그리고 다른 과거 벨라스 멤버들이 함께 참여한 "플래시라이트"의 화음 버전으로 끝이 났다. 그들은 챔피언십에서 우승하여 손상된 명성을 회복한다. 고학년 벨라스 멤버들이 바든을 떠나면서, 그들은 에밀리에게 뒤늦은 입단식을 해주며, 에이미는 마지막 전통을 시연한다: 계단을 미끄러져 내려오며 집을 축성하는 것.
크레딧 이후 장면에서 범퍼는 더 보이스에 출연하고 모든 심사위원들이 돌아본다. 그는 결국 크리스티나 아길레라를 자신의 코치로 선택한다.

## 출연

### 바든 벨라스
- 애나 켄드릭 - 베카 미첼
- 브리트니 스노 - 클로이 비엘
- 리벨 윌슨 - 퍼트리샤 호바트 / 뚱보 에이미
- 하나 메이 리 - 릴리 오나쿠라마라
- 알렉시스 냅 - 스테이시 코널드
- 에스터 딘 - 신시아 로즈 애덤스
- 헤일리 스타인펠드 - 에밀리 정크
- 크리시 핏 - 플로 푸엔테스
- 켈리 제이클 - 제시카 스미스
- 셸리 레그너 - 애슐리 존스

### 다른 인물들
- 스카일러 애스틴 - 제시 스완슨
- 애덤 디바인 - 범퍼 앨런
- 애나 캠프 - 오브리 포즌
- 벤 플랫 - 벤지 애플바움
- 비르기테 요르트 쇠렌센 - 코미사
- 플룰라 보르크 - 피터 크레이머
- 케이티 사갈 - 캐서린 정크
- 엘리자베스 뱅크스 - 게일 애버내시매캐든파인버거
- 존 마이클 히긴스 - 존 스미스
- 키건마이클 키 - 새미
- 숀 카터 피터슨 - 댁스
- 데이비드 크로스
- 레지 와츠, 존 호지먼, 제이슨 존스, 조 로 트루히요 - 톤행거
- 펜타토닉스 - 캐나다 팀
- 펜 마살라 - 인도 팀
- 필하모닉 - 필리핀 팀

## 기타
- 원작자: 믹키 랩킨
- 세트: 모니크 샴페인